# Farrer Park (metrostation)
Farrer Park is een metrostation van de metro van Singapore aan de North East Line.